# Paula von Preradović
Paula Preradović, più conosciuta come Paula von Preradović o, dal cognome del marito, come Paula Molden (Vienna, 12 ottobre 1887 – Vienna, 25 maggio 1951), è stata una scrittrice e poetessa austriaca.

## Biografia
Era nipote di Petar Preradović, poeta croato e ufficiale dell'esercito austro-ungarico. Nacque a Vienna, si trasferì a Pola con la famiglia nel 1889; visse poi a Copenaghen, quindi tornò a Vienna dove sposò il giornalista Ernst Molden da cui ebbe due figli, lo scrittore Otto Molden (1918–2002) e Fritz Molden (1924–2014), lui pure giornalista e scrittore. Morì a Vienna ed è sepolta allo Zentralfriedhof. La sua fama è legata alla composizione, nel 1947, del testo per l'inno austriaco Land der Berge, Land am Strome (Terra delle montagne, terra sul fiume) su una melodia attribuita all'epoca a Mozart, Brüder reicht die Hand zum Bunde (Fratelli datevi la mano per unirvi).

## Opere

### Poesia
- Südlicher Sommer, 1929
- Dalmatinische Sonette, 1933
- Lob Gottes im Gebirge, 1936
- Ritter, Tod und Teufel, 1946

### Prosa
- Pave und Pero, 1940 (Pave e Piero,  1942)
- Wiener Chronik, 1945 (pubblicato nel 1995)
- Königslegende, 1950
- Die Versuchung des Columba, 1951